# Oberwegsteine

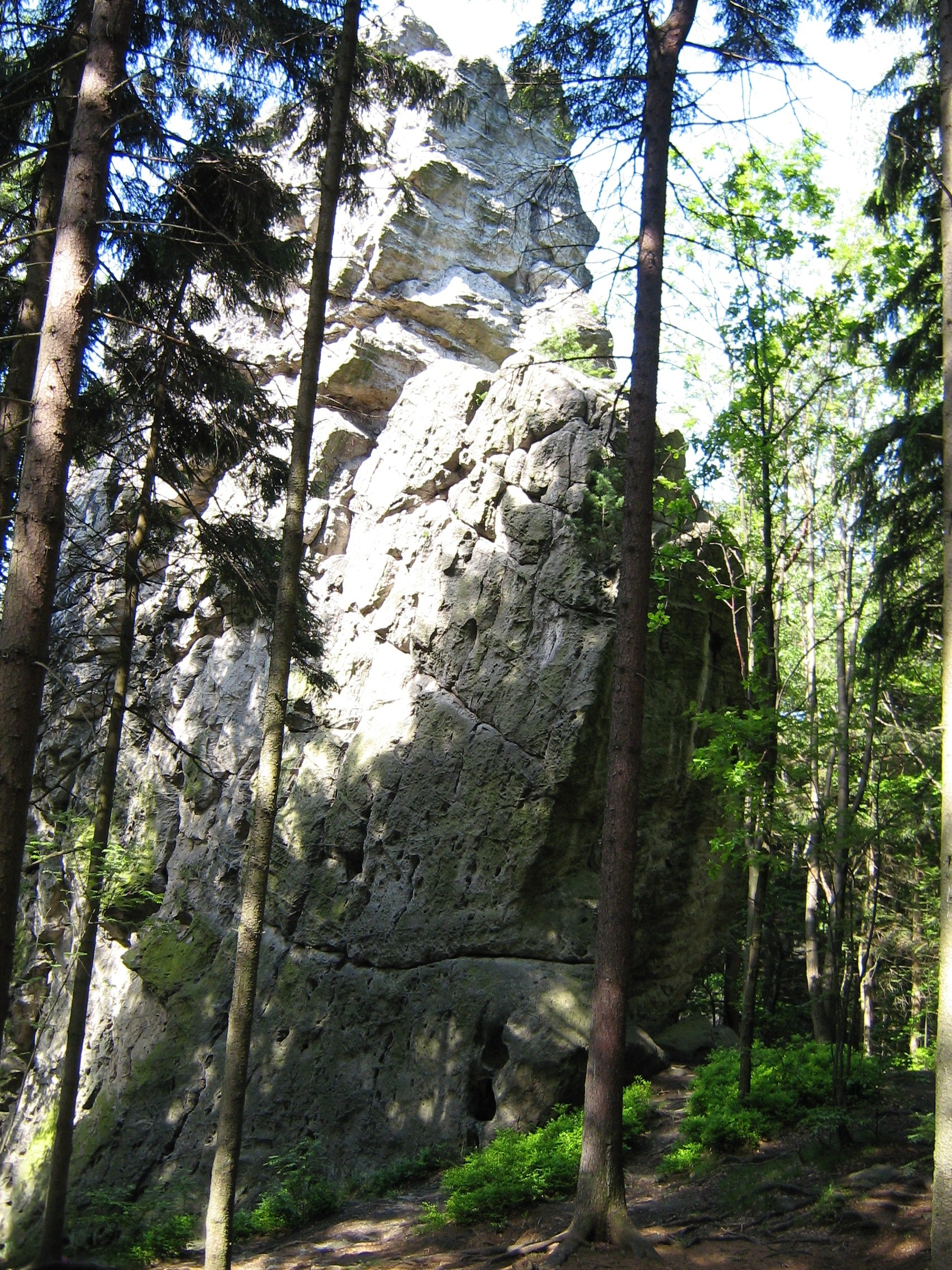
Der Große Totenstein in den Oberwegsteinen

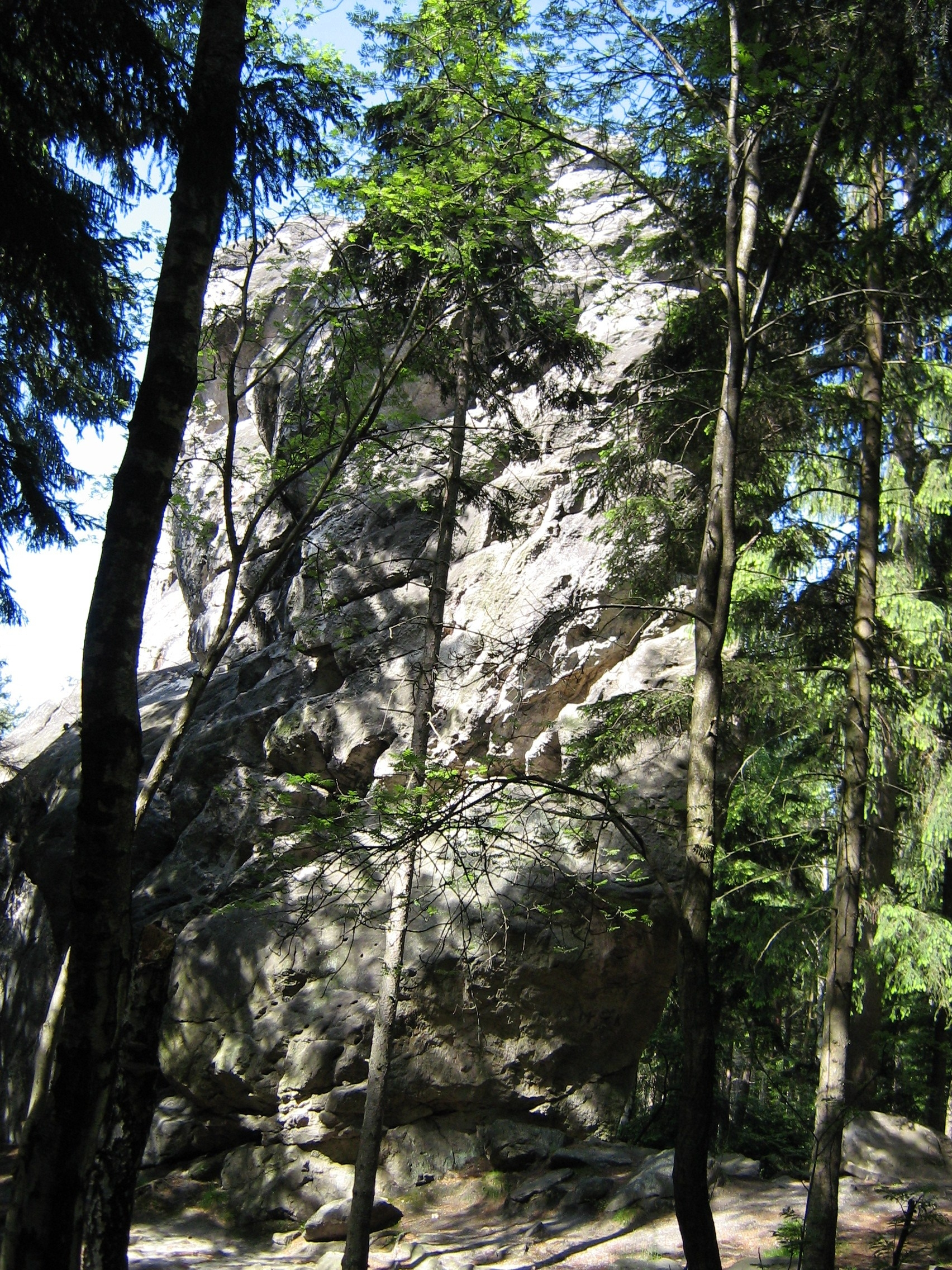
Der Reichenberger Turm in den Oberwegsteinen

Die Oberwegsteine (tschechisch: Horní Skaly oder Obrvégry) sind eine Felsengruppe im tschechischen Teil des Lausitzer Gebirges südlich von Hrádek nad Nisou (Grottau) in der Nähe des Ortsteiles Horní Sedlo (Paß). Sie liegen am Südhang des Berges Hřebeny (Passerkamm), ca. 500 Meter über dem Meeresspiegel. Die Felsengruppe besteht aus acht einzeln stehenden Sandsteinfelsen westlich oberhalb der Straße Hrádek nad Nisou–Jablonné v Podještědí. Durch diese Lage entstand auch der Name der Felsgruppe. Der Sandstein stammt aus dem Cenoman, der ältesten Stufe der Oberen Kreidezeit und ist meist sehr quarzhaltig. Er beinhaltet auch kalkhaltige Bindemittel. Bis auf Ausnahmen ist dieses Gestein sehr fest mit einer glatten Oberfläche.
Bedeutendste Türme sind die Große Todesgöttin (Velká Smrtka, auch Großer Totenstein genannt) und der Reichenberger Turm  (Liberecká věž).

## Klettern
Die Oberwegsteine gehören wie die benachbarten Rabensteine zu den bedeutendsten Kletterzielen im böhmischen Teil des Lausitzer Gebirges. Im Herbst 1904 wurden alle freistehenden Felsen von Rudolf Kauschka und seinen Gefährten erstbestiegen. Nur der Gahlerturm  (Gahlerova věž), als der am schwersten zu besteigende Felsen, konnte erst am 20. Mai 1906 bezwungen werden. Der Felsen wurde nach dem in den Alpen tödlich verunglückten Bergsteiger Adolf Gahler benannt.